# Marília (gemeente)
Marília is een gemeente in de Braziliaanse deelstaat São Paulo. De gemeente telt 225.938 inwoners (schatting 2009).
De plaats is de zetel van het rooms-katholieke bisdom Marília.

## Geografie

### Aangrenzende gemeenten
De gemeente grenst aan Álvaro de Carvalho, Campos Novos Paulista, Echaporã, Getulina, Guaimbê, Júlio Mesquita, Ocauçu, Oriente, Pompeia en Vera Cruz.

## Geboren
- Jurandir de Freitas (1940-1996), voetballer
- Guilherme Alves (1974), voetballer
- Lucas Lima (1990), voetballer
- Thiago Braz da Silva (1993), olympisch kampioen polsstokhoogspringen

## Religie
Het Christendom is als volgt in de stad aanwezig:

### Katholieke Kerk
De katholieke kerk in de gemeente maakt deel uit van het Bisdom Marília.

### Protestantse Kerk
De meest uiteenlopende evangelische overtuigingen zijn aanwezig in de stad, voornamelijk pinkstergelovigen, waaronder onder meer de Assemblies of God in Brazilië (de grootste evangelische kerk van het land) en de Christelijke Congregatie in Brazilië. Deze denominaties groeien steeds meer in heel Brazilië.